# فاوستينو سوتو راموس
فاوستينو سوتو راموس (بالإسبانية: Faustino Soto Ramos)‏ هو سياسي مكسيكي، ولد في 14 نوفمبر 1965 في مدينة مكسيكو في المكسيك. حزبياً، نشط في حزب الثورة الديمقراطية. وقد انتخب عضو مجلس النواب المكسيك.